# Kanton Thiron-Gardais
Der Kanton Thiron-Gardais war bis 2015 ein französischer Wahlkreis im Arrondissement Nogent-le-Rotrou, im Département Eure-et-Loir und in der Region Centre-Val de Loire; sein Hauptort war Thiron-Gardais. Sein Vertreter im Conseil Régional für die Jahre 2004 bis 2010 war Luc Lamirault. 

## Gemeinden
Der Kanton umfasste zwölf Gemeinden:
| Gemeinde              | Einwohner Jahr | Fläche km² | Bevölkerungsdichte | Postleitzahl | Code INSEE |
| --------------------- | -------------- | ---------- | ------------------ | ------------ | ---------- |
| Chassant              | 337 (2013)     | –          | – Einw./km²        | 28480        | 28086      |
| Combres               | 546 (2013)     | –          | – Einw./km²        | 28480        | 28105      |
| Coudreceau            | 440 (2013)     | –          | – Einw./km²        | 28400        | 28112      |
| La Croix-du-Perche    | 190 (2013)     | –          | – Einw./km²        | 28480        | 28119      |
| Frazé                 | 508 (2013)     | –          | – Einw./km²        | 28160        | 28161      |
| Frétigny              | 498 (2013)     | –          | – Einw./km²        | 28480        | 28165      |
| Happonvilliers        | 295 (2013)     | –          | – Einw./km²        | 28480        | 28192      |
| Marolles-les-Buis     | 234 (2013)     | –          | – Einw./km²        | 28400        | 28237      |
| Montigny-le-Chartif   | 652 (2013)     | –          | – Einw./km²        | 28120        | 28261      |
| Nonvilliers-Grandhoux | 427 (2013)     | –          | – Einw./km²        | 28120        | 28282      |
| Saint-Denis-d’Authou  | 493 (2013)     | –          | – Einw./km²        | 28480        | 28331      |
| Thiron-Gardais        | 1050 (2013)    | –          | – Einw./km²        | 28480        | 28387      |

## Bevölkerungsentwicklung
| 1962 | 1968 | 1975 | 1982 | 1990 | 1999 | 2006 |
| ---- | ---- | ---- | ---- | ---- | ---- | ---- |
| 5274 | 4899 | 4684 | 4544 | 4872 | 4960 | 5428 |